# Andrea Valeri
Andrea Valeri (Pontedera, 27 febbraio 1991) è un chitarrista, compositore e produttore discografico italiano.

## Biografia
Valeri comincia a suonare all'età di dieci anni. A sedici anni esordisce all’Acoustic Guitar Meeting del 2007.
Sin da giovanissimo attivo anche all'estero, Valeri si esibisce regolarmente in tutta Italia e nella nativa Toscana così come in Germania. In quest'ultima partecipa anche a registrazioni collaborative di artisti nell'ottica del progetto Viersener Gitarrentage. 
Nel 2018 gira l'Australia col tour Acoustic Guitar Spectacular insieme ai musicisti Michael Fix e Sarah Koppen. 
Nel 2023 ha all'attivo un tour nel Regno Unito che tocca Bath, Weymouth e Hampton. Le sue tournée hanno toccato tutti i continenti, in  diciassette anni di attività.
Dal 2021 alcuni cimeli relativi a Valeri, tra cui la copia originale del disco Historia, sono esposti al Museo Pedro Escudero di Madrid.
Nel 2022 riceve dal sindaco di Pisa Michele Conti il premio  "Cultura e Arti Performative - Musica nel Mondo".
Nello stesso anno e attraverso il 2023 lavora come compositore e arrangiatore ai film The Fifth Reading, diretto da Michelle Kössler, e Mind, dal romanzo di Enrico de Agostini.
In quanto produttore musicale collabora con giovani artisti, anche presentati alle selezioni di Sanremo Giovani.
Valeri vanta diverse collaborazioni con artisti internazionali, ad esempio Tommy Emmanuel.
Da molti anni Valeri è endorser di marchi musicali come D'Addario e Maton.
Nel 2024 vince nella categoria Professional il premio Platino al concorso online European Classical Music Visionary Award e l'argento nelle categorie Album e Instrumentalist del concorso Global Music Awards per l'album Odissea. Nello stesso anno risulta tra i vincitori del concorso InterContinental Music Awards Competition nella categoria Best Instrumentalist.

## Discografia
- 2010 – Maybe (Vinile Produzioni Musicali)
- 2011 - Daydream (Vinile Produzioni Musicali)
- 2014 - Race Around The World (Vinile Produzioni Musicali)
- 2016 - Mediterraneo (Vinile)
- 2020 - Historia (GFJ Records)
- 2023 - Odissea (Zonartista Records)
- 2025 - ValeriLIVE (Zonartista Records)

### Collaborazioni
- 2008 - Dio Suona La Chitarra (con Goran Kuzminac)
- 2011 - Two Timing (con Michael Fix)
- 2015 - Path To The Unknown (con Eddie Van Der Meer)
- 2018 - Acoustic Guitar Spectacular 2018 (con Michael Fix e Sarah Koppen)